# Lackner László

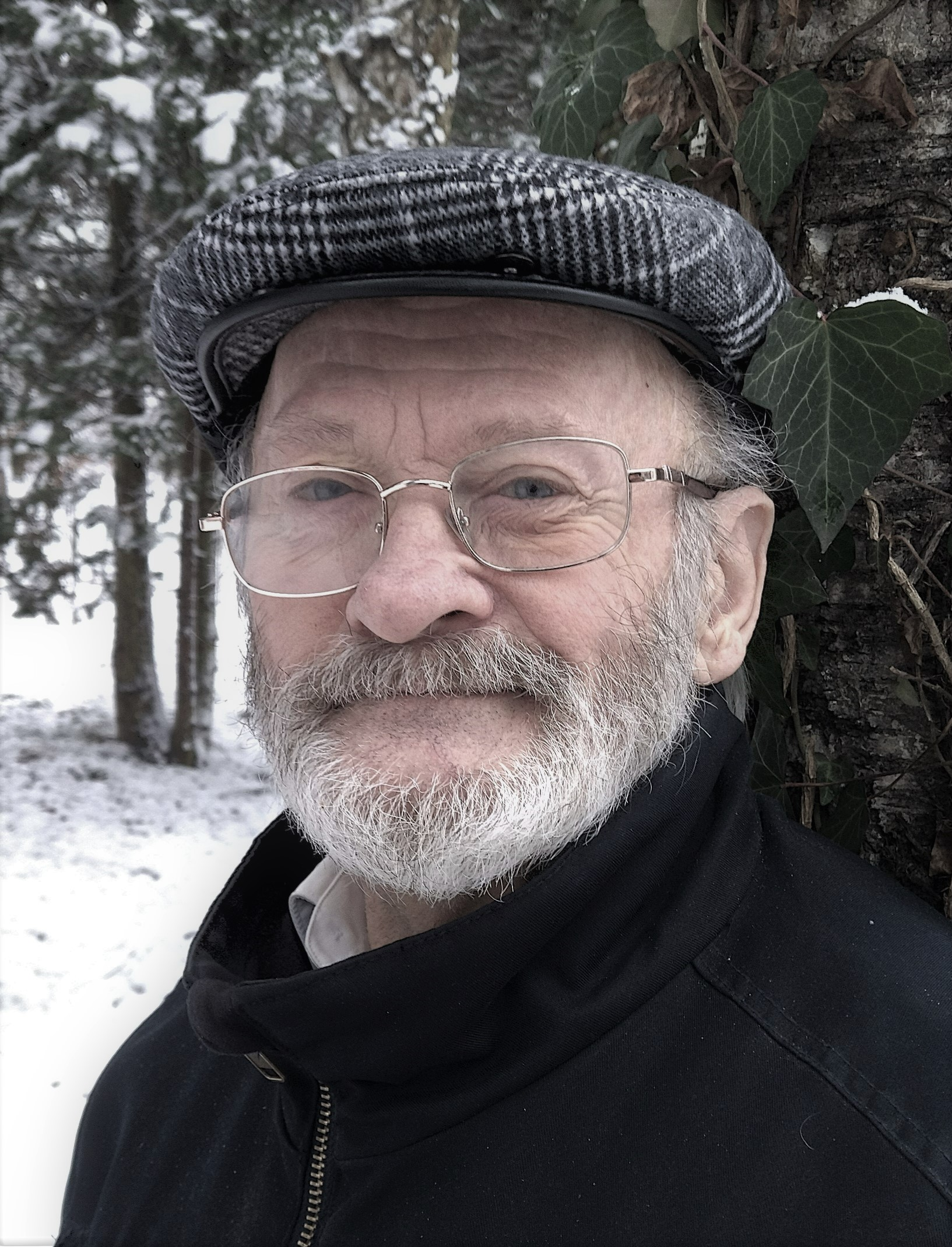

Lackner László magyar író, vállalkozó.

## Élete

A Pannon Tükör próbaszámának borítója 1995-ből

Regény az 1956-os forradalomról

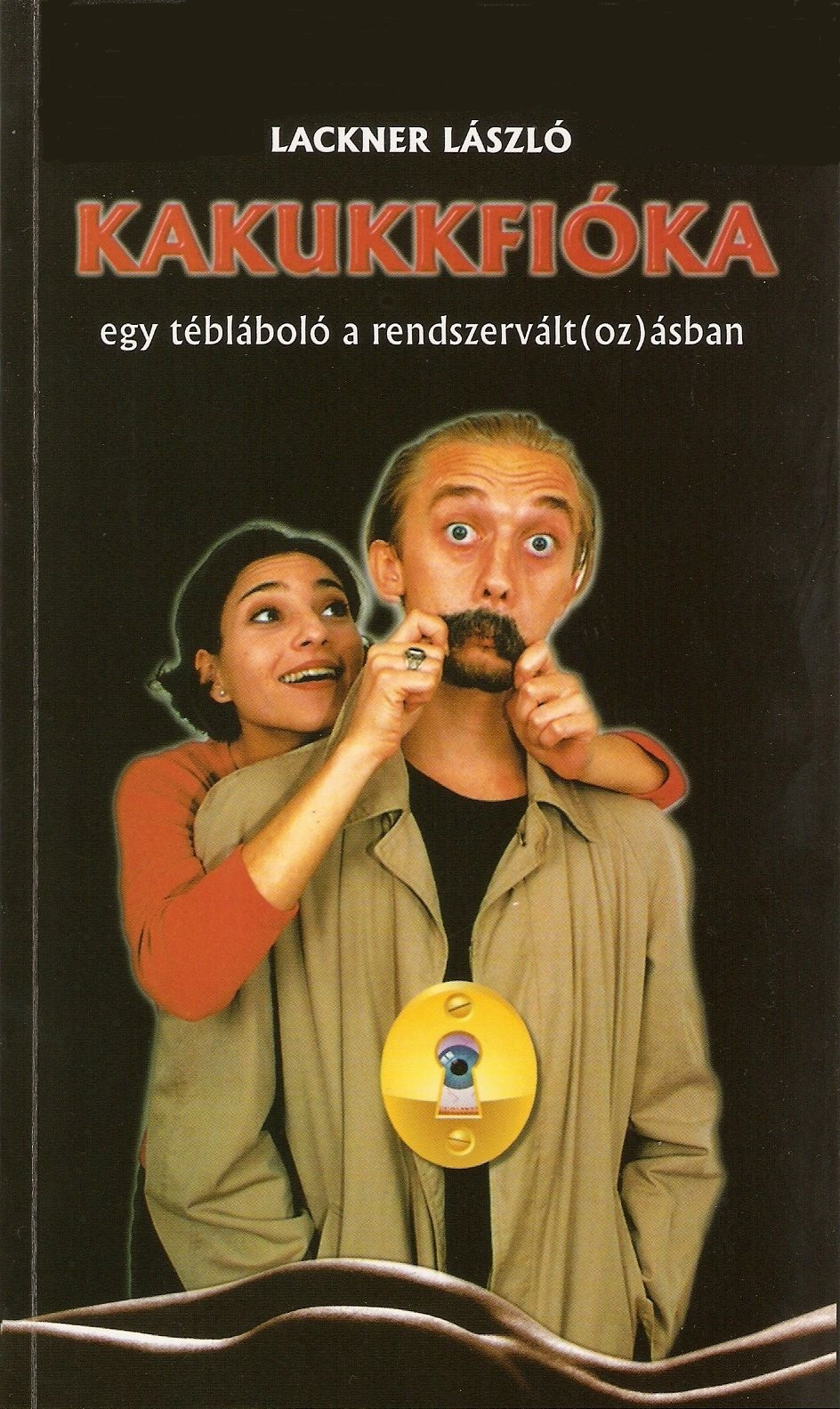
Regény a rendszerváltozásról

Lentiben született. Édesapja Lackner Ede kereskedő, édesanyja Wigmond Mária háztartásbeli volt. Az általános iskolát Lentiben, a gimnáziumot Zalaegerszegen végezte el, majd Kereskedelmi és Vendéglátó-ipari Főiskolán szerzett okleveles vendéglátó-ipari és idegenforgalmi üzemgazdászi diplomát.
A kereskedelmi munka alapjait a Lenti ÁFÉSZ-nél tanulta meg, ahol ügyintézőként, majd üzletvezetőként dolgozott. Ezt követően 30 éven át a Zala Megye Idegenforgalmi Hivatalánál (majd ennek jogutódjánál) munkálkodott, 19 évig kereskedelmi igazgatóként. A hivatal 1993-ban alakult át gazdasági társasággá (Zalatour Kft.), és ettől az időponttól a cég ügyvezető igazgatója volt, 2003. február 14-ig.
Lentiben a katonai szolgálat után egy amatőr filmklub vezetőjeként és alkotóként több regionális és országos díjat is szerzett. A Zalai Írók Egyesületének (amely ma Pannon Írók Társasága néven működik) egyik alapítója, titkára, majd ügyvezető elnöke volt.
Egyik alapítója a Zalai Írók Egyesülete által 1995-ben létrehozott Pannon Tükör című kulturális folyóiratnak, amelynek évekig prózai rovatvezetője, majd tizenöt éven át kiadóvezetője volt. A kiadvány 2015-ben ünnepelte 20 éves jubileumát, amelynek további alapítói Pék Pál (aki 7 évig főszerkesztője is volt), Orsós Jakab és Tar Ferenc voltak. Az elsődlegesen kitűzött célt – az országos figyelem ráirányítását a Pannon térség kulturális értékeire –  teljesítette. Kiemelt misszióként vállalták fel, hogy a szlovéniai Muravidéken (Lendva és környékén) élő magyar művészek munkájának is állandó fórumot biztosítsanak. További főszerkesztői voltak Czupi Gyula (2 éven át), Péntek Imre (13 évig) jelenleg Bubits Tünde irányítja a szerkesztői munkát. .Nyugdíjba vonulása után a keszthelyi Pannon Egyetem, és Alapítványi Szakiskola, valamint a  Kodolányi Főiskola zalaegerszegi kihelyezett felnőttképzési kurzusain 10 éven át tanított idegenforgalmi szaktantárgyakat. Több turisztikai témájú szakkönyve is megjelent.
Diákkora óta ír verseket, ifjúkorától inkább prózai írásokat jelentetett meg. Két regényét is kiadták. Az első az 1956-os forradalom kamaszkori élményeinek felhasználásával azt mutatja be, hogy egy jugoszláv határ menti nagy faluban, járási székhelyen, Lentiben hogy zajlottak le a dicsőséges, majd tragikussá fajuló események, és mindezt egy 13 éves fiú szemszögéből láttatja. A magánéleti szála humoros, romantikus történeteket is tartalmaz (A skorpió jegyében, avagy kamaszkorunk forradalma). A másik könyv a rendszerváltozás  éveibe invitálja az olvasót, és azt vázolja fel, hogy egy harminc év körüli fiatalember, akinek sajátos kötődése volt a szocialista rendszerhez, miként éli meg a gyökeres társadalmi, gazdasági és politikai átalakulást. A könyvben  pergő, fordulatos, humoros, és erotikus jelenetek váltogatják egymást (Kakukkfióka).
Az Elátkozott Seuso-kincsek című krimi a római korban elrejtett értékes ezüst étkészlet eltitkolt előkerülésének, és több darabjának kalandos sorsát mutatja be..
Szerkesztőként közreműködött Wolf Ágnes Napfogyatkozás című naplójának megjelentetésében.

## Megjelent kötetei

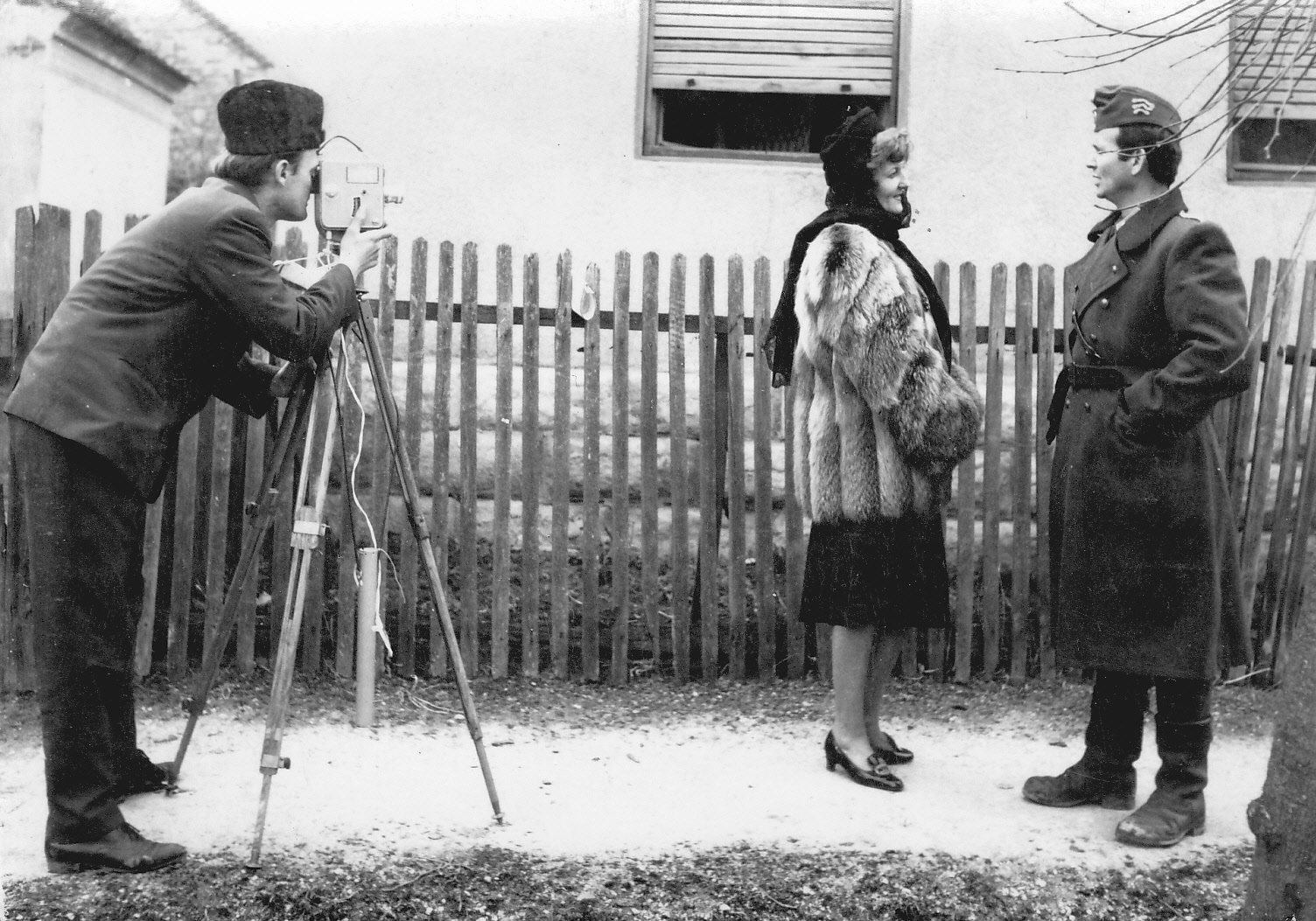
Amatőr filmforgatás Lentiben, 1970 (balról jobbra: Lackner László, Bodócs Sándorné és Bíró László)

- Valaki járkál a lakásban (novellák, kisprózák 1985, Zalaegerszeg)
- Kerka völgye (útikönyv, 1981, Zala Megye Idegenforgalmi Hivatala, Zalaegerszeg)
- Ne lépj az ablakhoz (bűnügyi kisregény, 1990, Zala Megyei Lapkiadó Vállalat, Zalaegerszeg)
- A skorpió jegyében, avagy kamaszkorunk forradalma (regény az 1956-os forradalomról, 1989, IPV. Bp. és 2008, Móra Kiadó)
- Kakukkfióka, regény a rendszerváltozásról (1997, Pannon Tükör Könyvek)
- Barangolás Zalában (útikönyv, 1979, 1982, 1987, IPV és Zalatour)
- Zalaegerszeg - magyar városok sorozat (Medicina Kiadó, Bp., 1987, 2008)
- Vonzások és taszítások (novelláskötet, 2010, Pannon Tükör könyvek)
- Délidő alkonyatban, (5 évtized válogatott versei, 2020. Pannon Tükör könyvek)
- Elátkozott Seuso-kincsek (Bűnügyi regény, A római kori pannon ezüst leletek kálváriája, 2022. Pannon Tükör könyvek)

## Online megjelenés, angol nyelven
- The Nurse and the Knife (Ne lépj az ablakhoz, bűnügyi kisregény, S. Back német kiadó, 2011. Közzétéve többek között: Smashworlds honlapja)
- The Curse of the Seuso (Elátkozott Seuso-kincsek, bűnügyi kisregény, S. Back német kiadó, 2012. Közzétéve többek között: Smashworlds honlapja)

## Antológiákban megjelent
- Visszhang (novellák, 1983, Zala Megyei Tanács)
- Lüktetés (novellák, 1990, Zala Megyei Tanács)
- Palackposta (novellák, versek, Pannon Tükör könyvek, 2014)
- Csönddel cserepezve (novellák, versek, Lenti, Pannon Tükör könyvek, 2014)

## Drámái
- Két csengetés (egyfelvonásos dráma, 1987) A népművelési Intézet drámapályázatán különdíjat kapott
- Salome őrült tánca (szomorú játék az érdemtelen hatalomról, 1999)
- Téblábolók, avagy, mint őrültek váltjuk a rendszert, (vígjáték a rendszerváltozásról, 2013.) A Békéscsabai Jókai Színház és Bárka folyóirat drámapályázatán I. díjat nyert, vígjáték kategóriában, 2018-ban
- A franciaágy (dráma a kiszolgáltatottságról, 2008)
- Köntörfalak (dráma az eltitkolt családi bűnökről, hazugságokról, 2012)
- Skorpió jegyében, azaz kamaszkorunk forradalma (dráma az 1956-os forradalomról, egy vidéki nagyközség történései alapján, 2016)
- Kakukkfióka, egy tévelygő a rendszerváltozásban (2020)
- Kósa Anna választása (egy népballada előélete, 2021)
- Vizsla-parki éjszaka (egyfelvonásos dráma) A Pannon Tükör folyóirat pályázatán 3. díjjal jutalmazott mű, 2022.
- Szeretni foglak túl a síron is (Egy pesti család kálváriája az 1956-os forradalomban) 2022.
- Népítélet Nemesnépen, (1795-ben az állam által magára hagyott falu, önvédelemből kénytelen pallos jogot alkalmazni) 2024.

## Folyóirat-publikációk
Élet és Irodalom, Somogy, Pannon Tükör, Zalai Hírlap.
- A Pannon Tükör egyik emlékezetes lapszámának borítója 2003-ból
- Lackner László (középen) „Vonzások és taszítások” című novelláskötetének bemutatója Lentiben (2011)